# Río Turbio (Santa Cruz)
El río Turbio es un río que se encuentra en la zona suroeste de la Provincia de Santa Cruz en la República Argentina. Las nacientes se encuentran en la frontera argentino-chilena, sobre la cordillera de los Andes, en su cuenca se encuentra un yacimiento carbonífero, y la localidad de Río Turbio. 
Las nacientes del río Turbio se hallan en torno al paralelo 51° 20’ de latitud S, en la sierra Dorotea, integrada en los ramales suroccidentales de los Andes patagónicos. El alto valle está flanqueado hacia el oeste por las cumbres que marcan la divisoria de aguas y el límite internacional, mientras que por el este aparece la meseta Latorre.
El área que circunda el valle de este río está cubierta por un tupido bosque de lengas y ñires que señalan la presencia de abundantes precipitaciones, estimadas en algo más de 1000 mm anuales. El río, que sigue una dirección noroeste-sureste, recibe varios arroyos en el área de sus cabeceras, entre los que destacan los de su margen derecha. 
Su longitud ha sido calculada en unos 90 km hasta unirse al río Rubens que más al este confluye con el río Penitente para dar origen al río Gallegos.
El río recorre un valle, llamado "San José", el cual es de origen glacial y de una amplitud considerable. El valle del río Turbio comienza en un bajo pantanoso por el cual circula rodeando las mesetas de "Latorre". El río se caracteriza por su bajo declive lo que permite la formación de meandros a lo largo de su curso. 
El color de las aguas del río Turbio es gris oscuro. Posee una profundidad media de 50 cm, y el ancho medio del cauce es de unos 5 m. 